# Strompfeiler

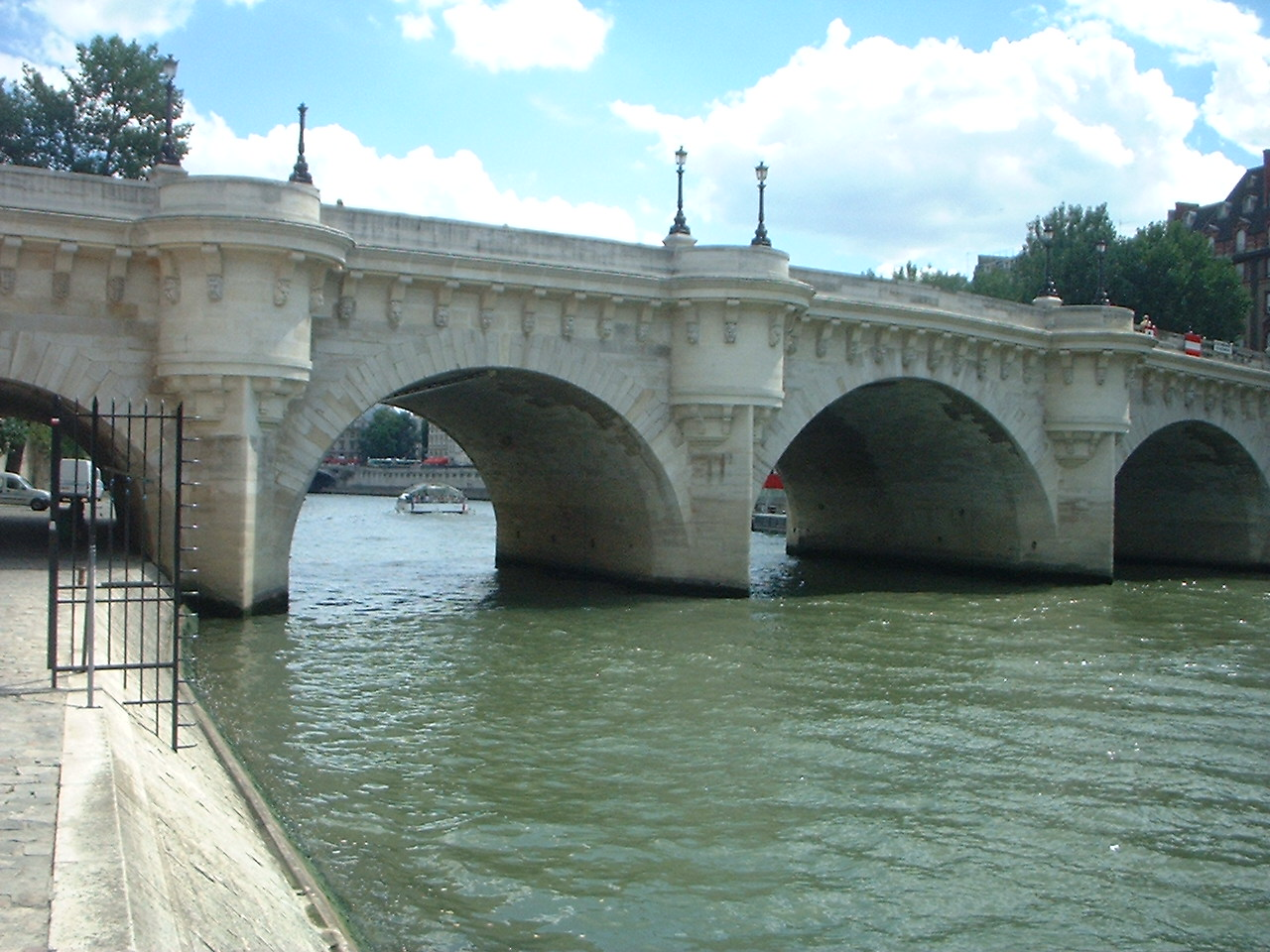
Pont Neuf in Paris mit Strompfeilern

Strompfeiler werden in einem Flussbett errichtet. Sie dienen der Lastaufnahme von über den Fluss führenden Brücken.
Steinbrücken, z. B. die Pont Neuf in Paris, stehen meist auf mehreren Strompfeilern in geringem Abstand. Strompfeiler stellen stets ein Hindernis für die Schifffahrt dar, sind gewässerhydraulisch ungünstig und erfordern außerdem einen vergleichsweise hohen Aufwand für Bau und Wartung.
Daher wird bei der Konstruktion von Flussbrücken angestrebt, mit möglichst wenigen oder ganz ohne Strompfeiler auszukommen. Dies führt jedoch zu einer Vergrößerung der Bauhöhe des Überbaus, die aus gestalterischen Gründen häufig unerwünscht ist. 
Strompfeiler können flach oder tief gegründet werden. Bei einer Flachgründung ist auf die Gewässersohle im Bereich der Strompfeiler bei den Bauwerksprüfungen (bei Straßenbrücken nach DIN 1076) besonders zu achten. Die Strompfeiler sind neben den periodischen Bauwerksprüfungen auch nach allen Hochwässern oder besonderen Ereignissen zu prüfen.
Strompfeiler sind häufig profiliert um Wasserdruck abzuleiten und Auskolkung zu verringern sowie deutlich größer als der eigentliche Pfeiler, um als Rammschutz wirken zu können. 